# 稲成町
稲成町（いなりちょう）は、和歌山県田辺市の町丁。2020年3月末現在の人口は2,772人。郵便番号は646-0051。本項ではかつて概ね同区域に存在した西牟婁郡稲成村（いなりむら）についても記す。

## 地理
田辺市の北西部、紀伊田辺駅の北北西、阪和自動車道・南紀田辺インターチェンジの北方一帯、稲成川の流域にあたる。南で上の山・古尾・高雄、東で秋津町・上秋津・むつみ、北で上芳養、西で芳養町・元町に接する。南端を紀勢本線と国道42号が通過し、南北を和歌山県道208号秋津川田辺線が縦貫、北部を和歌山県道35号上富田南部線が横断する。

### 山岳
- 重善山
- 竜神山

### 河川
- 稲成川
- 荒光川

## 歴史
- 幕末 - 牟婁郡伊作田村・糸田村が存在。「旧高旧領取調帳」の記載によると紀州藩附家老安藤氏領。
- 慶応4年1月24日（1868年2月17日） - 安藤氏領が立藩して田辺藩領となる。
- 明治4年7月14日（1871年8月29日） - 廃藩置県により田辺県の管轄となる。
- 明治4年11月22日（1872年1月2日） - 和歌山県の管轄となる。
- 1875年（明治8年） - 伊作田村・糸田村が合併して稲成村となる。
- 1879年（明治12年）1月20日 - 所属郡が西牟婁郡に変更。
- 1889年（明治22年）4月1日 - 町村制の施行により、近世以来の稲成村が単独で自治体を形成。
- 1950年（昭和25年）12月15日 - 稲成村が田辺市に編入。同市稲成町となる。
- 2002年（平成14年）11月5日 - 地内より古尾（一部）が起立。

## 交通

### 鉄道路線
区域内を紀勢本線が通過するが、駅は所在しない。

### バス
明光バス
- 稲成線
  - 田辺駅 - 海蔵寺町 - 糸田 - 稲成

### 道路
- 阪和自動車道
  - 南紀田辺インターチェンジ
- 国道42号
  - 田辺西バイパス
- 和歌山県道35号上富田南部線
- 和歌山県道208号秋津川田辺線

## 施設
- 田辺市立稲成小学校
- 田辺市立稲成保育園
- 田辺稲成簡易郵便局
- 住吉神社
- 伊作田稲荷神社
- 高山寺
- 荒光不動寺